# 圣胡安国家森林

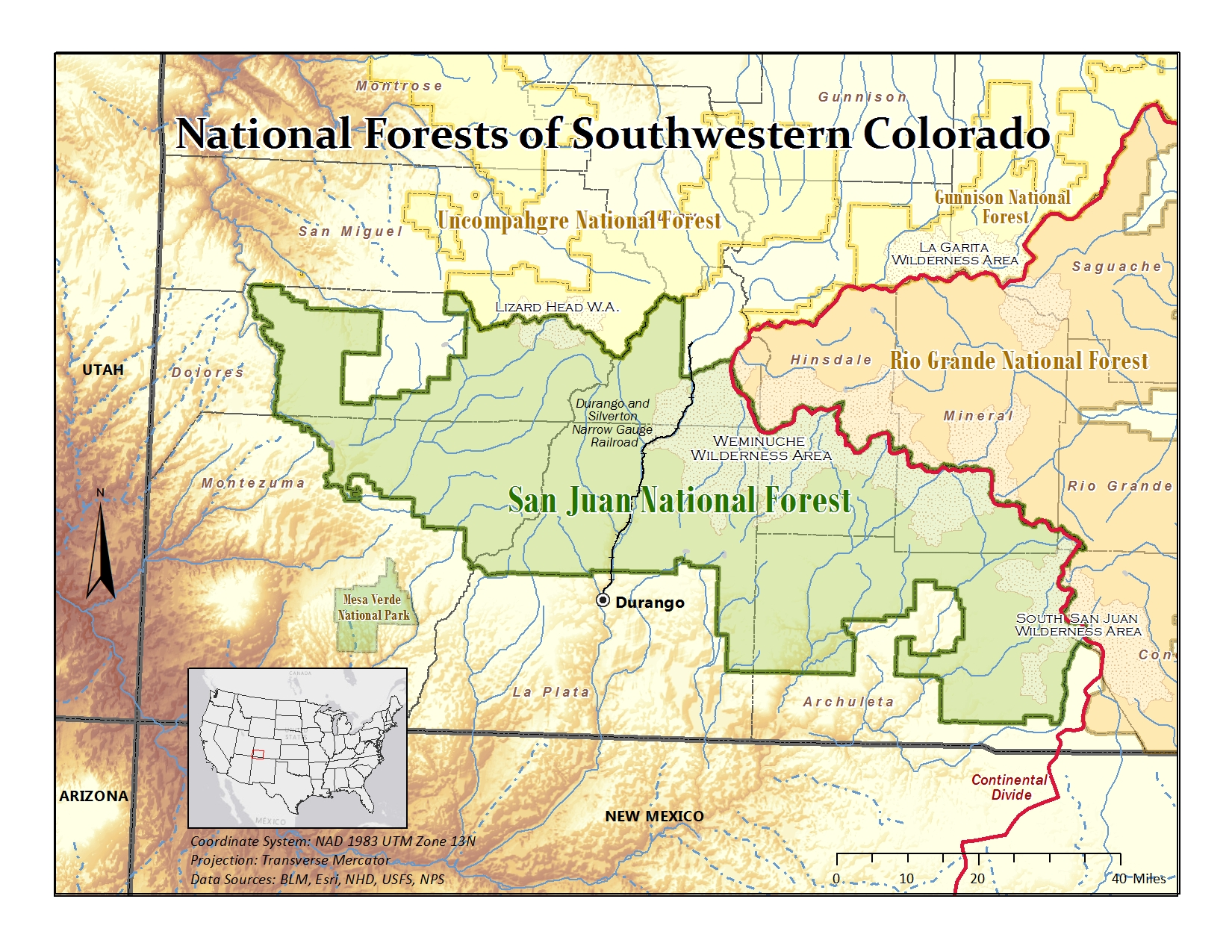
圣胡安国家森林地图

圣胡安国家森林（英語：San Juan National Forest）是美国的一处国家森林，占地面积约7,603.42平方公里，位于科罗拉多州西南部，横跨了阿丘利塔縣、科內霍斯縣、多洛雷斯縣、欣斯代爾縣、拉普拉塔縣、米納勒爾縣、蒙特祖玛縣、里奧格蘭德縣、聖米格爾縣和圣胡安县，北邻安肯帕格里国家森林，东接格兰德河国家森林，覆盖了大陆分水岭以西的圣胡安山脉南坡大部。